# Jodie Kenny
Jodie Kenny (Brisbane, 18 de agosto de 1987) es una exjugadora australiana de hockey sobre césped.

## Trayectoria
Kenny debutó con la selección australiana en 2011. En 2014 perdió la final ante Países Bajos y fue subcampeona del Mundial de La Haya. Con su selección disputó los Juegos Olímpicos de Londres 2012 y Río 2016. Kenny marcó más de 90 goles con su selección.